# 桜井鐐三
桜井 鐐三（さくらい りょうぞう、1897年〈明治30年〉1月15日 - 1947年〈昭和22年〉3月9日）は、日本の陸軍軍人。最終階級は陸軍少将。
愛知県出身。戸籍上では桜は旧字体の櫻（櫻井鐐三）である。父・櫻井武愷宮之亟、母・三保の三男として生まれる。陸軍士官学校30期生。

## 経歴
- 1918年（大正7年）
  - 5月27日 陸軍士官学校卒業
  - 12月25日 陸軍少尉
- 1927年（昭和2年）12月26日 陸軍大学校入校
- 1930年（昭和5年）11月27日 陸軍大学校（42期）卒業
- 1934年（昭和9年）3月5日 満州里特務機関長（昭和10年12月2日まで）
- 1938年（昭和13年）
  - 2月15日 中支那派遣軍参謀[1]
  - 6月23日 第11軍情報参謀
- 1939年（昭和14年）
  - 7月27日 ハイラル特務機関長
  - 8月1日 陸軍歩兵大佐
- 1941年（昭和16年）5月15日 陸軍省兵務局附（調査部附）
- 1943年（昭和18年）
  - 3月1日 陸軍省調査部長[1]
  - 8月2日 陸軍少将
- 1945年（昭和20年）
  - 4月1日 第1方面軍参謀長[1]
  - 8月22日 中国東北部（旧・満州）でソ連軍の捕虜となる[1]
- 1947年（昭和22年）
  - 2月 モスクワ・レフォルトボ刑務所に収容される[1]
  - 3月1日 最高裁軍事法廷が反ソ・スパイ容疑で審理し、尋問・合議を経た後に銃殺刑を宣告[1]
  - 3月9日 刑が執行される[1]
- 1995年（平成7年）8月 「全国抑留者補償協議会」がロシア軍事検察局に調査を依頼し、軍事検察局の再審査により無実が認められ、名誉回復措置が取られた[1]

## 家系図
櫻井清香の同項目を参照のこと

## 親族
- 櫻井馨（兄）
- 櫻井清香（兄）
- 櫻井元彦（甥）